# Luce Fabiole
Pour les articles homonymes, voir Bernus et Fabiole.
Luce Fabiole, nom d'artiste de Marie Antoinette Bernus, est une actrice française née le 30 mai 1892 dans le 11e arrondissement de Paris et morte le 5 mai 1982 à Ivry-sur-Seine.

## Filmographie

### Cinéma

#### Longs métrages
- 1923 : A la gare de Robert Saidreau
- 1924 : Un fil à la patte de Robert Saidreau
- 1925 : Knock de René Hervil
- 1935 : Paris Camargue de Jack Forrester
- 1936 : Nuits de feu de Marcel L'Herbier : une invitée aux fiançailles
- 1937 : Arsène Lupin détective d'Henri Diamant-Berger : la gouvernante des "Arnoux"
- 1938 : La Route enchantée de Pierre Caron : la saltimbanque
- 1938 : Trois Valses de Ludwig Berger : la dame du vestiaire
- 1938 : Remontons les Champs-Élysées de Sacha Guitry
- 1939 : Ils étaient neuf célibataires de Sacha Guitry : la dame du vestiaire
- 1940 : Ils étaient cinq permissionnaires de Pierre Caron
- 1941 : Premier rendez-vous d'Henri Decoin : la surveillante
- 1941 : Le Mariage de Chiffon de Claude Autant-Lara : la couturière
- 1942 : Des jeunes filles dans la nuit de René Le Hénaff
- 1942 : Lucrèce de Léo Joannon : la gouvernante
- 1942 : Je suis avec toi d'Henri Decoin : la tante Ellen
- 1943 : Bonsoir mesdames, bonsoir messieurs de Roland Tual : la soubrette
- 1943 : La Valse blanche de Jean Stelli : la mère de Jeannot
- 1944 : Cécile est morte de Maurice Tourneur : Mme Petitot, la concierge
- 1945 : La Part de l'ombre de Jean Delannoy : la dactylo
- 1945 : Sérénade aux nuages d'André Cayatte
- 1945 : Impasse de Pierre Dard
- 1945 : Seul dans la nuit de Christian Stengel
- 1945 : Fils de France de Pierre Blondy
- 1945 : Étrange Destin de Louis Cuny
- 1945 : Le Pays sans étoiles de Georges Lacombe : la gouvernante
- 1946 : La Revanche de Roger la Honte d'André Cayatte
- 1946 : Les gosses mènent l'enquête de Maurice Labro : la marraine
- 1946 : Six heures à perdre d'Alex Joffé et Jean Lévitte : la voyageuse
- 1946 : Le Château de la dernière chance de Jean-Paul Paulin : le « sujet »
- 1948 : Trois Garçons, une fille de Maurice Labro : Anna
- 1949 : Dernier amour de Jean Stelli : l'habilleuse
- 1949 : Le Trésor de Cantenac de Sacha Guitry
- 1950 : Mammy de Jean Stelli : la concierge
- 1950 : La Vie chantée de Noël-Noël : la femme du bricoleur
- 1950 : Tu m'as sauvé la vie de Sacha Guitry : Irma
- 1950 : L'Anglais tel qu'on le parle (moyen métrage) de Jean Tedesco
- 1951 : Deburau de Sacha Guitry : Mme Rebard)
- 1951 : La Poison de Sacha Guitry : la servante du curé
- 1951 : Adhémar ou le Jouet de la fatalité de Fernandel
- 1952 : Un trésor de femme de Jean Stelli : Célestine
- 1952 : Un caprice de Caroline chérie de Jean Devaivre : la belle-fille de la marquise
- 1952 : La Fugue de monsieur Perle de Pierre Gaspard-Huit
- 1953 : Leur dernière nuit de Georges Lacombe : la directrice de l'école
- 1955 : Si Paris nous était conté de Sacha Guitry : la gouvernante de Voltaire
- 1956 : Les Collégiennes d'André Hunebelle : Mme Letellier
- 1956 : Mannequins de Paris d'André Hunebelle
- 1956 : Ah ! Quelle équipe de Roland Quignon : une voisine
- 1956 : La Terreur des dames de Jean Boyer
- 1956 : L'Homme à l'imperméable de Julien Duvivier : la voisine
- 1957 : Sénéchal le magnifique de Jean Boyer : l'habilleuse
- 1957 : Bonjour Toubib de Louis Cuny
- 1957 : Nathalie de Christian-Jaque : une voyageuse du car
- 1957 : La Bonne Tisane d'Hervé Bromberger
- 1957 : Les femmes sont marrantes d'André Hunebelle : la servante
- 1958 : Péché de jeunesse de Louis Duchesne : la veuve
- 1958 : Taxi, Roulotte et Corrida d'André Hunebelle : la préposée à la frontière espagnole
- 1959 : Pantalaskas de Paul Paviot : la dame apeurée
- 1959 : Mon pote le gitan de François Gir
- 1962 : Les amants de Téruel de Raymond Rouleau
- 1962 : Le Dernier Quart d'heure de Roger Saltel
- 1962 : La Traversée de la Loire de Jean Gourguet
- 1962 : Comment réussir en amour de Michel Boisrond
- 1962 : Coplan prend des risques de Maurice Labro
- 1962 : Le Magot de Josefa de Claude Autant-Lara : une villageoise
- 1963 : Trois de perdues de Gabriel Axel
- 1966 : Le Vieil Homme et l'Enfant de Claude Berri : Mémée
- 1966 : Qui êtes-vous, Polly Maggoo ? de William Klein
- 1967 : La mariée était en noir de François Truffaut : la mère de Julie
- 1967 : Le Soleil des voyous de Jean Delannoy : Angèle
- 1969 : Mon oncle Benjamin d'Édouard Molinaro : la vieille femme
- 1969 : Les Patates de Claude Autant-Lara
- 1970 : Comptes à rebours de Roger Pigaut : Germaine
- 1971 : Chère Louise de Philippe de Broca
- 1973 : Les Violons du bal de Michel Drach : la boulangère
- 1975 : Guerre et Amour de Woody Allen : la grand-mère
- 1976 : Pourquoi ? d'Anouk Bernard : la grand-mère
- 1977 : Pourquoi pas ! de Coline Serreau
- 1979 : Laisse-moi rêver de Robert Ménégoz : Mme Vincent

#### Courts métrages
- 1932 : Des ailes s'ouvrent d'Andrew F. Brunelle
- 1932 : Général, à vos ordres de Maurice Diamant-Berger
- 1949 : Edgar et sa bonne d'André Michel : Mme Beaudelouche
- 1949 : Vive la grève (court métrage)de Robert Péguy

### Télévision
- 1957 : Ces dames aux chapeaux verts de François Gir
- 1960 : En votre âme et conscience, épisode : Mort d'un notaire ou le Crime de Madame Achet de  Michel Mitrani
- 1965 : Les Cinq Dernières Minutes, épisode Des fleurs pour l'inspecteur de Claude Loursais : une secrétaire
- 1966 : Les Cinq Dernières Minutes, épisode La Rose de fer de Jean-Pierre Marchand : Mme Denis
- 1967 : Les Cinq Dernières Minutes, épisode Finir en beauté de Claude Loursais : la seconde femme
- 1968 : Les Cinq Dernières Minutes, épisode Voies de faits de Jean-Pierre Decourt : Mme Lamotte
- 1968 : Les Cinq Dernières Minutes, épisode Tarif de nuit de Guy Séligmann
- 1969 : Jacquou le Croquant, feuilleton télévisé de Stellio Lorenzi
- 1970 : Isabelle (du roman d'André Gide), téléfilm de Jean-Paul Roux : Mlle Verdure
- 1970 : Les Cinq Dernières Minutes, épisode Les Mailles du filet de Claude Loursais : Cécile
- 1971 : François Gaillard ou la vie des autres de Jacques Ertaud, épisode : René
- 1974 : Madame Baptiste de Claude Santelli
- 1974 : La Confession d'un enfant du siècle de Claude Santelli
- 1975 : Les Compagnons d'Eleusis de Claude Grinberg : l'épicière
- 1981 : Au théâtre ce soir, émission L'homme au parapluie : Ellen

## Théâtre
- 1920 : Je t'aime de Sacha Guitry, Théâtre Édouard VII
- 1923 : Ciboulette de Robert de Flers et Francis de Croisset, musique Reynaldo Hahn, Théâtre des Variétés
- 1924 : L'École des femmes de Molière, mise en scène André Antoine, Théâtre Édouard VII
- 1924 : Une étoile nouvelle de Sacha Guitry, Théâtre Édouard VII
- 1925 : On ne joue pas pour s'amuser de Sacha Guitry, Théâtre Édouard VII
- 1927 : Un miracle de Sacha Guitry, Théâtre des Variétés
- 1929 : L'Amoureuse Aventure de Paul Armont et Marcel Gerbidon, mise en scène Jacques Baumer, Théâtre Édouard VII
- 1937 : Famille de Denys Amiel et Monique Amiel-Pétry, mise en scène Marcel André, Théâtre Saint-Georges
- 1942 : Père d'Édouard Bourdet, Théâtre de la Michodière
- 1945 : Père d'Édouard Bourdet, Théâtre des Célestins, tournée Karsenty
- 1947 : Rue des anges de Patrick Hamilton, adaptation Louis Verneuil, mise en scène Raymond Rouleau, Théâtre de Paris
- 1948 : La Folle du 27 de Jean Guitton, mise en scène Jacques-Henri Duval, Théâtre de Paris
- 1949 : Sébastien d'Henri Troyat, mise en scène Alfred Pasquali, Théâtre des Bouffes Parisiens
- 1950 : Deburau de et mise en scène Sacha Guitry, Théâtre du Gymnase
- 1953 : L'Homme au parapluie de William Dinner et William Morum, mise en scène Georges Vanderic, Théâtre Charles de Rochefort
- 1958 : Père d'Édouard Bourdet, mise en scène Pierre Fresnay, Théâtre de la Michodière
- 1962 : La Venus de Milo, pièce en six tableaux de Jacques Deval, mise en scène Pierre Mondy, Théâtre du Gymnase
- 1963 : Le Fil rouge d'Henry Denker, mise en scène Raymond Rouleau, Théâtre du Gymnase
- 1963 : La Vénus de Milo de Jacques Deval, mise en scène Pierre Mondy, Théâtre des Célestins
- 1965 : Le Fil rouge d'Henry Denker, mise en scène Raymond Rouleau, Théâtre des Célestins
- 1966 : Lady Jane de Jean Mogin, mise en scène Raymond Hermantier, Nouveau Théâtre Libre
- 1970 : Au théâtre ce soir : L'Homme au parapluie de William Dinner et William Morum, mise en scène Grégoire Aslan, réalisation Pierre Sabbagh
- 1971 : Rintru pa trou tar hin ! de François Billetdoux, mise en scène Serge Peyrat, Théâtre de la Ville
- 1973 : Hedda Gabler de Henrik Ibsen, adaptation Gilbert Sigaux, mise en scène Jean Bouchaud, Comédie de Caen
- 1973 : Au théâtre ce soir : La Vénus de Milo de Jacques Deval, mise en scène Alfred Pasquali, réalisation Georges Folgoas : Mme Couronne
- 1975 : La Mouette d'Anton Tchekhov, mise en scène Lucian Pintilie, Théâtre de la Ville